# اكمة ذي متيع (بعدان)
اكمة ذي متيع

تعديل مصدري - تعديل

اكمة ذي متيع محلة تابعة لقرية الحمادي، التابعة لعزلة المنار بمديرية بعدان إحدى مديريات محافظة إب في الجمهورية اليمنية، بلغ تعداد سكانها 24 حسب تعداد اليمن لعام 2004.